# Lliga neerlandesa de futbol 1911-12
La Lliga neerlandesa de futbol 1911–1912 va ser disputada per divuit equips que participaven en dues divisions. El campió nacional seria determinat per un play-off amb els guanyadors de la divisió de futbol oriental i occidental dels Països Baixos. L'Sparta Rotterdam va guanyar el campionat en vèncer el GVC Wageningen per 3-1 i 5-0.

## Nous equips
Eerste Klasse Est:
- Go Ahead
- ZAC

Eerste Klasse Oest:
- AFC Ajax

## Divisions

### Eerste Klasse Est
| Pos | Equip           | PJ | PG | PE | PP | GF | GC | Pts | DG  | Notes                               |
| --- | --------------- | -- | -- | -- | -- | -- | -- | --- | --- | ----------------------------------- |
| 1   | GVC             | 14 | 11 | 2  | 1  | 38 | 14 | 24  | +24 | Classificat al play-off pel títol.  |
| 2   | RKVV Wilhelmina | 14 | 7  | 3  | 4  | 34 | 23 | 17  | +11 |                                     |
| 3   | Quick Nijmegen  | 14 | 6  | 3  | 5  | 23 | 19 | 15  | +4  |                                     |
| 4   | Koninklijke UD  | 14 | 7  | 1  | 6  | 27 | 23 | 15  | +4  |                                     |
| 5   | Go Ahead        | 14 | 6  | 2  | 6  | 29 | 26 | 14  | +3  |                                     |
| 6   | SBV Vitesse     | 14 | 6  | 1  | 7  | 21 | 26 | 13  | -5  |                                     |
| 7   | EFC PW 1885     | 14 | 2  | 4  | 8  | 18 | 35 | 8   | -17 |                                     |
| 8   | ZAC             | 14 | 2  | 2  | 10 | 12 | 36 | 6   | -24 | No participen la propera temporada. |

PJ = Partits jugats; PG = Partits guanyats; PE = Partits empatats; PP = Partits perduts; GF = Gols a favor; GC = Gols en contra; Pts = Punts; DG = Diferència de gols

### Eerste Klasse Oest
| Pos | Equip            | PJ | PG | PE | PP | GF | GC | Pts | DG  | Notes                              |
| --- | ---------------- | -- | -- | -- | -- | -- | -- | --- | --- | ---------------------------------- |
| 1   | Sparta Rotterdam | 18 | 10 | 3  | 5  | 42 | 22 | 23  | +20 | Classificat al play-off pel títol. |
| 2   | DFC              | 18 | 10 | 3  | 5  | 40 | 28 | 23  | +12 |                                    |
| 3   | HC & CV Quick    | 18 | 9  | 3  | 6  | 30 | 22 | 21  | +8  |                                    |
| 4   | Koninklijke HFC  | 18 | 10 | 0  | 8  | 49 | 35 | 20  | +6  |                                    |
| 5   | HVV Den Haag     | 18 | 9  | 1  | 8  | 39 | 37 | 19  | +2  |                                    |
| 6   | VOC              | 18 | 7  | 3  | 8  | 30 | 29 | 17  | +1  |                                    |
| 7   | HFC Haarlem      | 18 | 7  | 2  | 9  | 39 | 46 | 16  | -7  |                                    |
| 8   | AFC Ajax         | 18 | 4  | 7  | 7  | 25 | 33 | 15  | -8  |                                    |
| 9   | CVV Velocitas    | 18 | 4  | 7  | 7  | 20 | 41 | 15  | -21 |                                    |
| 10  | HBS Craeyenhout  | 18 | 4  | 3  | 11 | 21 | 42 | 11  | -21 |                                    |

PJ = Partits jugats; PG = Partits guanyats; PE = Partits empatats; PP = Partits perduts; GF = Gols a favor; GC = Gols en contra; Pts = Punts; DG = Diferència de gols

### Play-off pel campionat
| Equip 1        | Global | Equip 2          | Anada | Tornada |
| -------------- | ------ | ---------------- | ----- | ------- |
| GVC Wageningen | 1–8    | Sparta Rotterdam | 1–3   | 0–5     |

L'Sparta Rotterdam va guanyar el campionat.